# Википедија на малајском језику
Википедија на малајском језику је верзија Википедије на малајском језику, слободне енциклопедије, која данас има 425.908 чланака и заузима на листи Википедија 34. место.